# Colégio Diocesano de Caruaru
O Colégio Diocesano de Caruaru fica situado na cidade brasileira de Caruaru, no interior do estado de Pernambuco e pertence à rede privada de ensino e oferece os serviços de Educação Infantil, Ensino Fundamental, Ensino Médio.

## Importância
Foi fundado no dia 2 de fevereiro de 1927 sob a autoridade do cônego Júlio Cabral. O colégio tem como entidade mantenedora a diocese de Caruaru. Foi frequentada por ilustres da sociedade caruaruense e hoje é considerado um dos mais prestigiados Colégios de Pernambuco.
O Colégio Diocesano alcançou o 1º lugar no ENEM. em Caruaru e na Região, entre as Escolas com mais de 90 alunos matriculados no 3º Ano. Em 2015 se classificou em 23°lugar entre todas as escolas de Pernambuco
Adotou desde 2010 o Sistema Ari de Sá de Ensino em todas as séries da educação infantil ao e médio.
É membro da Associação dos Colégios Diocesanos do Nordeste (ACODINE).

## Principaiseventos
- Jogos Interclasses
- Festa Junina
- Super Gincana Recreativo-Cultural[2] (descontinuado em 2014)
- Jogos Interdiocesanos[5]
- Bienal Científico-Cultural (descontinuado em 2009)
- Jornada de Ciência, Arte e Tecnologia (descontinuado em 2013)
- congresso Infantil